# جونگ جی یون
جونگ جی یون (کره‌ای: 정지윤؛ زادهٔ ۲۲ نوامبر ۱۹۸۴) بازیگر اهل کره جنوبی است. او به خاطر ایفای نقش در درام‌هایی همچون دکتر هان و وینچنزو شناخته می‌شود. او همچنین در فیلم‌های قاچاقچی‌ها و حیله‌گران حضور پیدا کرده‌است.

## فیلم‌شناسی

### مجموعه‌های تلویزیونی
| سال  | عنوان                               | نقش               | شبکه       | منابع  |
| ---- | ----------------------------------- | ----------------- | ---------- | ------ |
| ۲۰۱۱ | امضا                                | منشی دادستان اصلی | اس‌بی‌اس     | [ ۴ ]  |
| ۲۰۱۲ | جی وون سو                           | گزارشگر           | تی‌وی چوسان | [ ۵ ]  |
| ۲۰۱۳ | دراما فستیوال: زنده ماندن در آفریقا | همسر هیون-تک      | ام‌بی‌سی     | [ ۶ ]  |
| ۲۰۱۳ | گل انتقام                           | چون سو-جی         | جی‌تی‌بی‌سی   | [ ۷ ]  |
| ۲۰۱۴ | مثلث                                | کانگ هیون-می      | ام‌بی‌سی     | [ ۸ ]  |
| ۲۰۱۵ | درام ویژه: آخرین پازل               | مین-جو            | کی‌بی‌اس۲    | [ ۹ ]  |
| ۲۰۱۵ | دکتر ایان                           | جانگ جه-هی        | ناور تی‌وی  | [ ۱۰ ] |
| ۲۰۱۸ | بازگشت                              | خانم کیونگ        | اس‌بی‌اس     | [ ۱۱ ] |
| ۲۰۱۸ | تاپ استار یو بک                     | چا-ئه             | تی‌وی‌ان     | [ ۱۲ ] |
| ۲۰۱۹ | خدمه گل: آژانس ازدواج چوسان         | مادر دو-جون       | جی‌تی‌بی‌سی   | [ ۱۳ ] |
| ۲۰۲۰ | تاچ                                 | نا هه-جین         | چنل ای     | [ ۱۴ ] |
| ۲۰۲۱ | وینچنزو: ویژه                       | خانم یانگ         | نتفلیکس    | [ ۱۵ ] |
| ۲۰۲۱ | وینچنزو                             | خانم یانگ         | تی‌وی‌ان     | [ ۱۶ ] |
| ۲۰۲۱ | نقاب                                | کیم یو-جین        | ام‌بی‌سی     | [ ۱۷ ] |